# Cromato de potássio
O  Cromato de potássio ( K2CrO4)  é um indicador químico de cor amarela usado para a identificar concentrações de íons  cloretos numa solução do sal com nitrato de prata  ( AgNO3). É um sal de potássio cuja massa molar e de  194.21 g/mol. É um produto bastante tóxico  podendo causar câncer por inalação.

## Características
É um composto  sólido, estrutura cristalina , de aspecto granulado, inodoro e   de coloração  amarelo citrino. Solúvel em água na temperatura de 20ºC.
A densidade do cromato de potássio é de 2,73 g/cm3 ( 18 °C), o coeficiente de solubilidade em água é de 637 g/l ( 20 °C), o ponto de fusão ocorre a 985°C e o ponto de ebulição ocorre a 1.000°C.
É um forte agente oxidante, podendo reagir rapidamente. Pode reagir explosivamente com outros compostos , reduzindo e  incendiando objetos inflamáveis.
Acidificando uma solução de cromato de potássio obtêm-se  uma solução aquosa alaranjada bastante tóxica de dicromato (Cr2O72-). A reação é reversível:

2 CrO42- + 2 H3O+  Cr2O72- + 3 H2O
Adicionando uma base ao dicromato ocorre uma reversão no processo.
É bastante tóxico e fatal quando ingerido. Pode ser cancerígeno e produzir mutações  reprodutivas quando inalado ou ingerido pela gestante. É corrosivo e perigoso para o meio ambiente. Deve ser  evitado o contato direto com esta substância. Deve ser guardado bem acondicionado em recipientes de vidros, e sempre em locais bastante ventilados. Quando do seu manuseio, todas as precauções de segurança devem ser usados, como luvas, máscaras, roupas apropriadas e outras.

## Usos
Pode ser usado em pirotecnia, porém sua maior aplicação é como indicador da presença e da concentração de ions cloretos ( Cl-) na água ou em outros materiais.
Para verificar a presença e a concentração de cloretos em algum material com o cromato de potássio é usado o método Mohr.
Neste método, os cloretos são titulados usando-se uma solução padrão de nitrato de prata (AgNO3) usando como indicador o cromato de potássio. O final da reação produz um precipitado marron-avermelhado de cromato de prata  (Ag2CrO4), que pode ser quantificado. Pelo processo estequiométrico é determinado a concentração de cloretos.
Como exemplo, a concentração de cloreto de sódio ( NaCl ) na água pode ser determinado pelo método Mohr. As reações que ocorrem são:

NaCl + AgNO3 → AgCl + NaNO3
2 AgNO3 + K2CrO4 → Ag2CrO4 + 2 KNO3